# Behind Green Lights

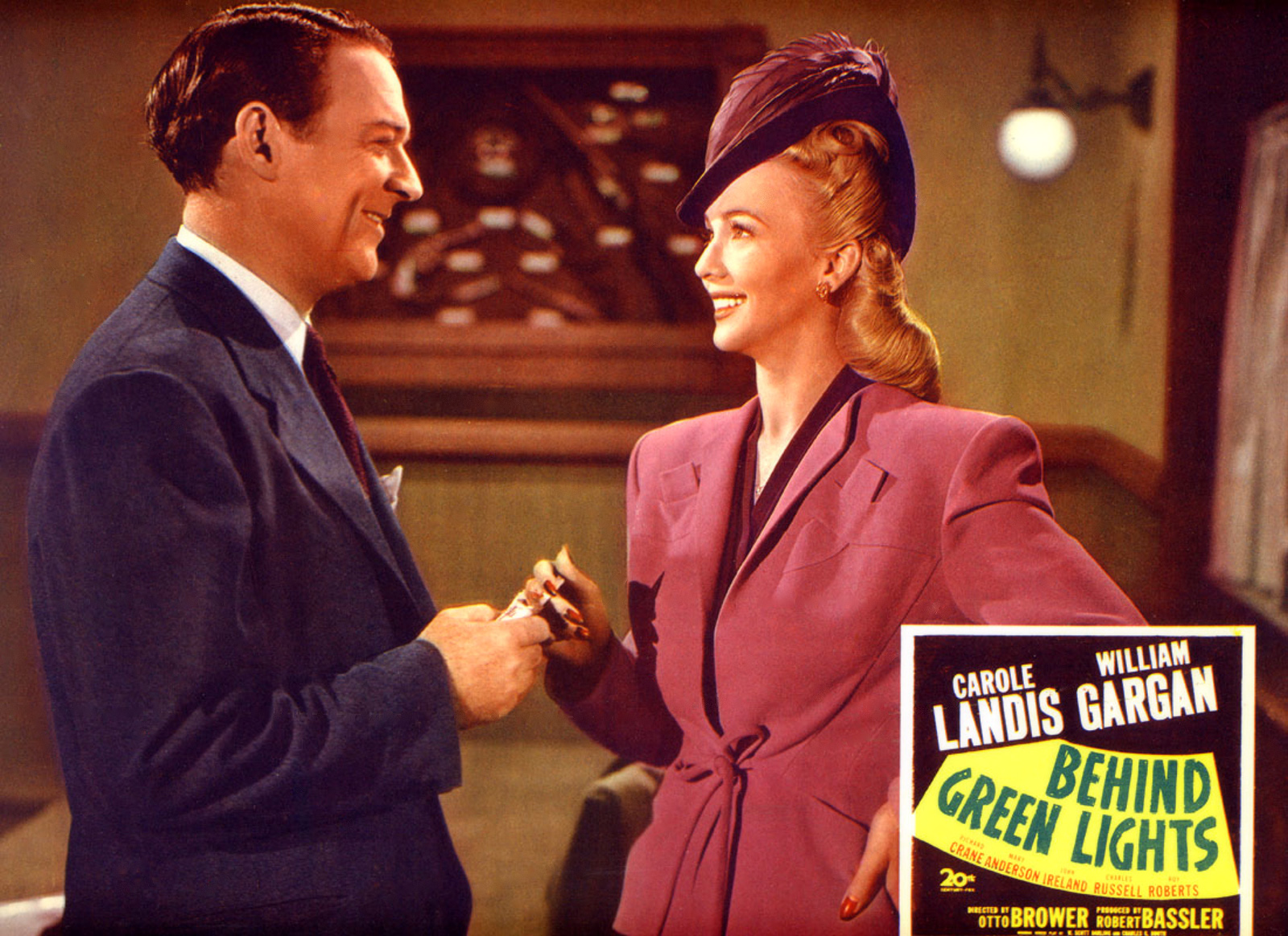
William Gargan & Carole Landis, carte publicitaire du film

Behind Green Lights est un film américain réalisé par Otto Brower et sorti en 1946

## Synopsis
Un reporter traine dans un bureau de police, à l'affut d'informations pour son journal. Un officier de police tombe amoureux d'une femme suspectée d'un meurtre.

## Fiche technique
- Réalisation : Otto Brower
- Scénario : Charles G. Booth, Scott Darling
- Producteur : Robert Bassler
- Photographie : Joseph MacDonald
- Montage : Stanley Rabjohn
- Durée : 64 minutes
- Distributeur : 20th Century Fox
- Date de sortie : 15 février 1946

## Distribution
- Carole Landis : Janet Bradley
- William Gargan : Lt. Sam Carson
- Don Beddoe : Dr. Yager, Medical Examiner
- Richard Crane : Johnny Williams, Reporter
- Mary Anderson : Nora Bard
- John Ireland : Det. Oppenheimer
- Charles Russell : Arthur Templeton
- Roy Roberts : Max Calvert
- Mabel Paige : Flossie
- Stanley Prager : Ruzinsky, Milkman
- Charles Tannen : Ames, Reporter

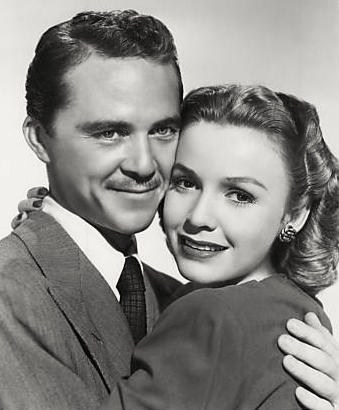
Charles Russell et Mary Anderson.
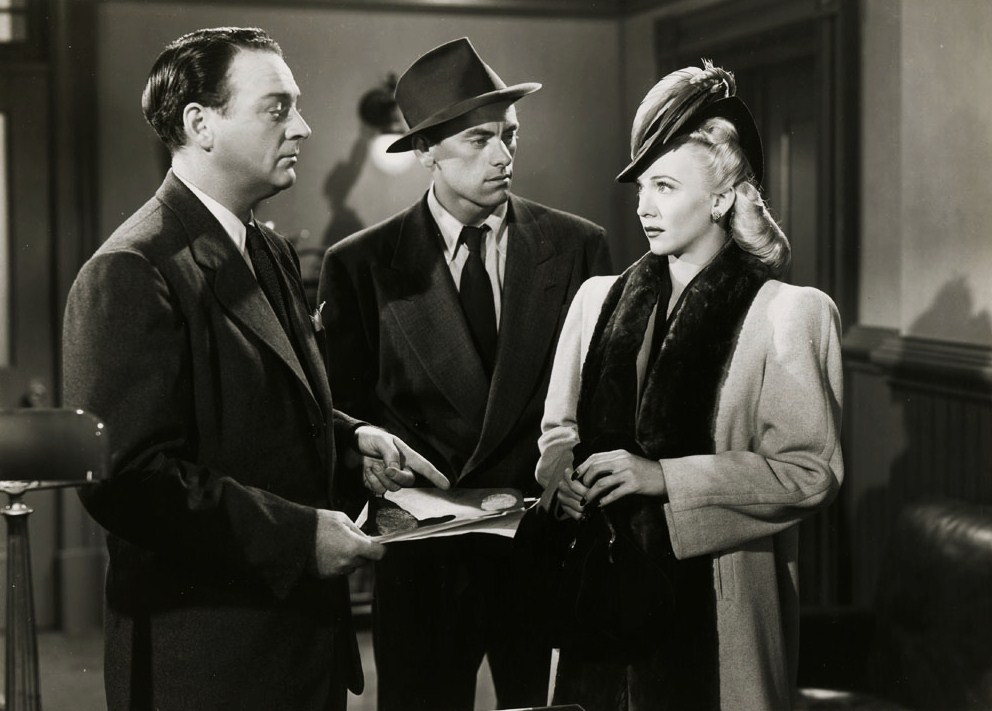
William Gargan, John Ireland & Carole Landis.